# フランシス・ピカビア
フランシス＝マリー・マルティネス・ピカビア（Francis-Marie Martinez Picabia, 1879年1月22日 - 1953年11月30日）は、20世紀前半の画家、詩人、美術家。
1879年、パリでキューバ公使館員の父とフランス人の母の間に生まれ、1913年、アーモリーショー以降アメリカとヨーロッパを行き来した。1945年、パリに戻り、最後はパリにて没す。74歳没。モンパルナス墓地に埋葬されている。
横尾忠則はピカビアに私淑し、ピカビアの作品をモチーフにした作品を制作している。
時期により、その作品のスタイルがめまぐるしく変わったことでも有名。主たるスタイルとその時期は、以下のとおり。
- 印象派の時代（1902年-1909年）
- フォーヴ・キュビスム・オルフィスムの時代（1909年-1914年）
- 機械の時代（1915年-1924年）
- ダダの時代（1915年-1924年）：ニューヨーク・ダダのメンバーでもあった
  - 「機械の時代」と「ダダの時代」をひとまとめにする考え方もある
- 怪物の時代（1924年-1927年）
- 透明の時代（1927年-1932年）
- 模索の時代（1932年-1939年）
- 具象の時代（1940年-1944年）
- 抽象の時代（非具象の時代）（1945年-1951年）

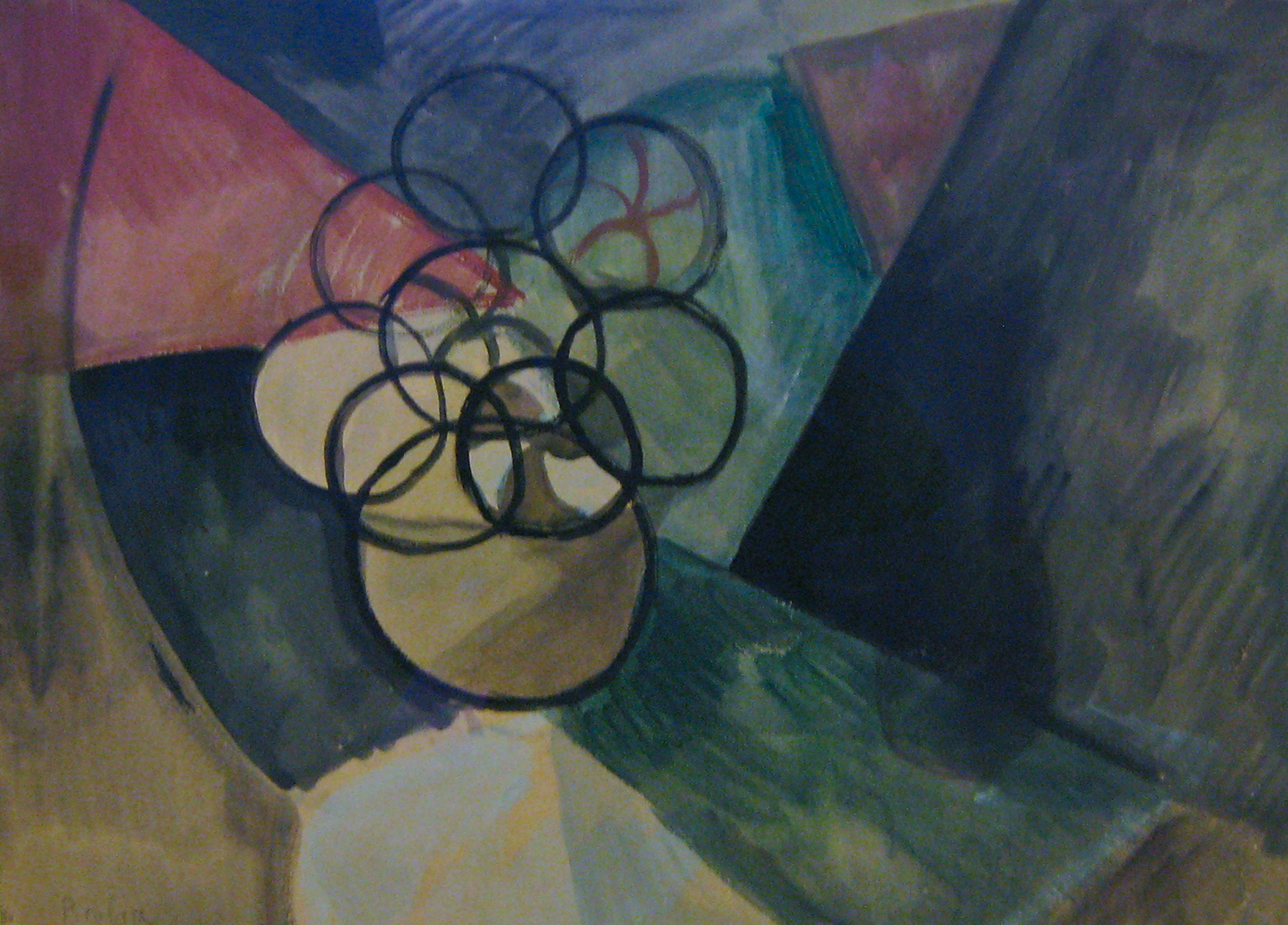
「caoutchouc（英語版）」1909ポンピドゥー・センター内国立近代美術館 (フランス)所蔵
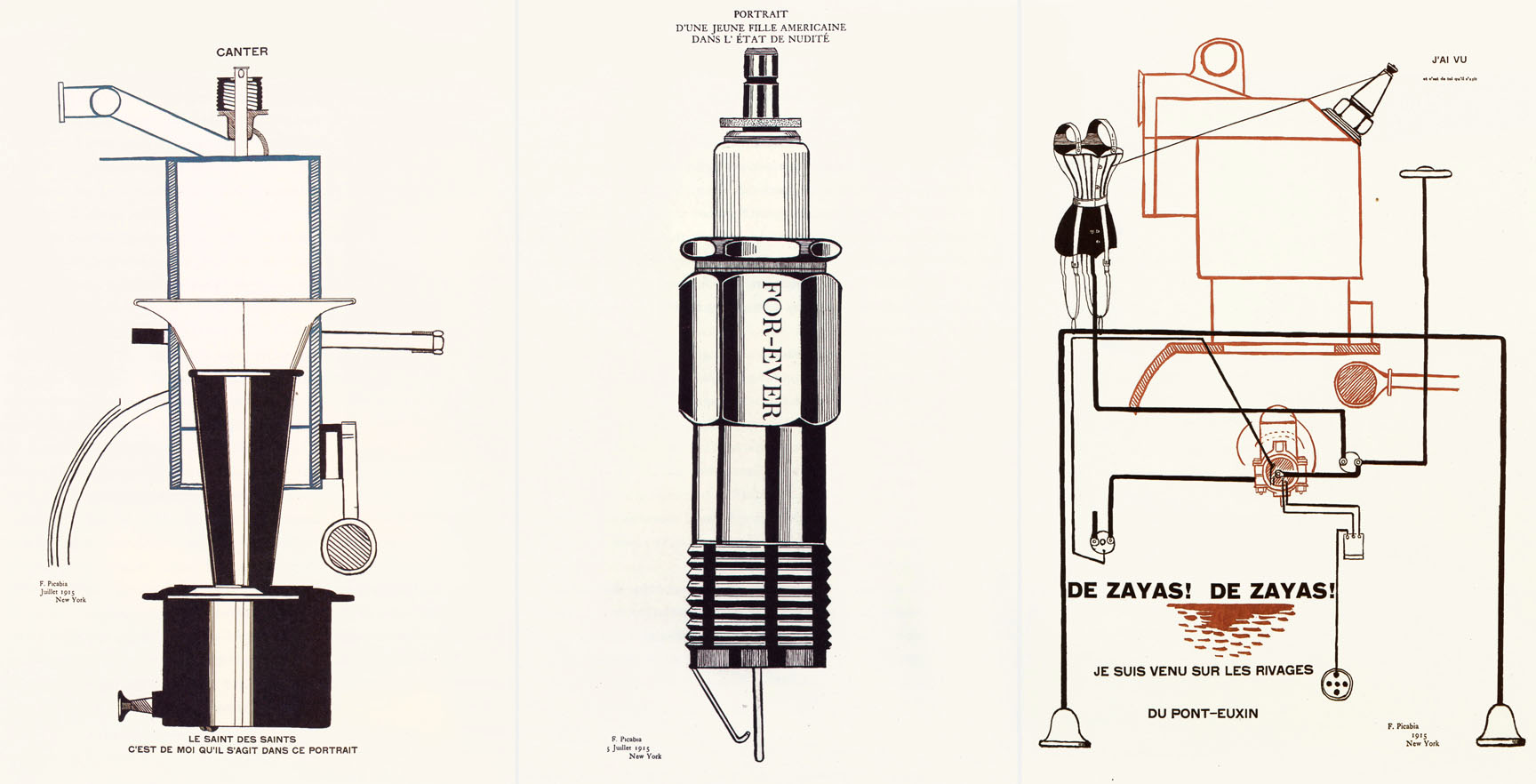
(左) 「Le saint des saints c'est de moi qu'il s'agit dans ce portrait, 1 July 1915;」 (中)「Portrait d'une jeune fille américaine dans l'état de nudité, 5 July 1915:」 (右) 「J'ai vu et c'est de toi qu'il s'agit, De Zayas! De Zayas! Je suis venu sur les rivages du Pont-Euxin, New York, 1915」
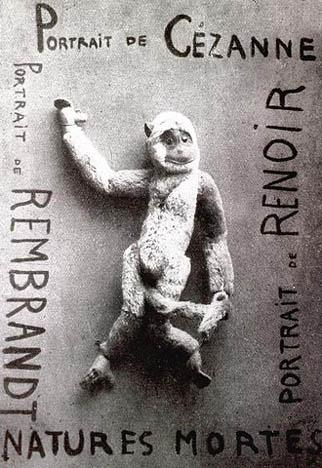
「Toy, monkey, and, ink, on cardboard (illustration in the journal „Cannibale“, no. 1」1920
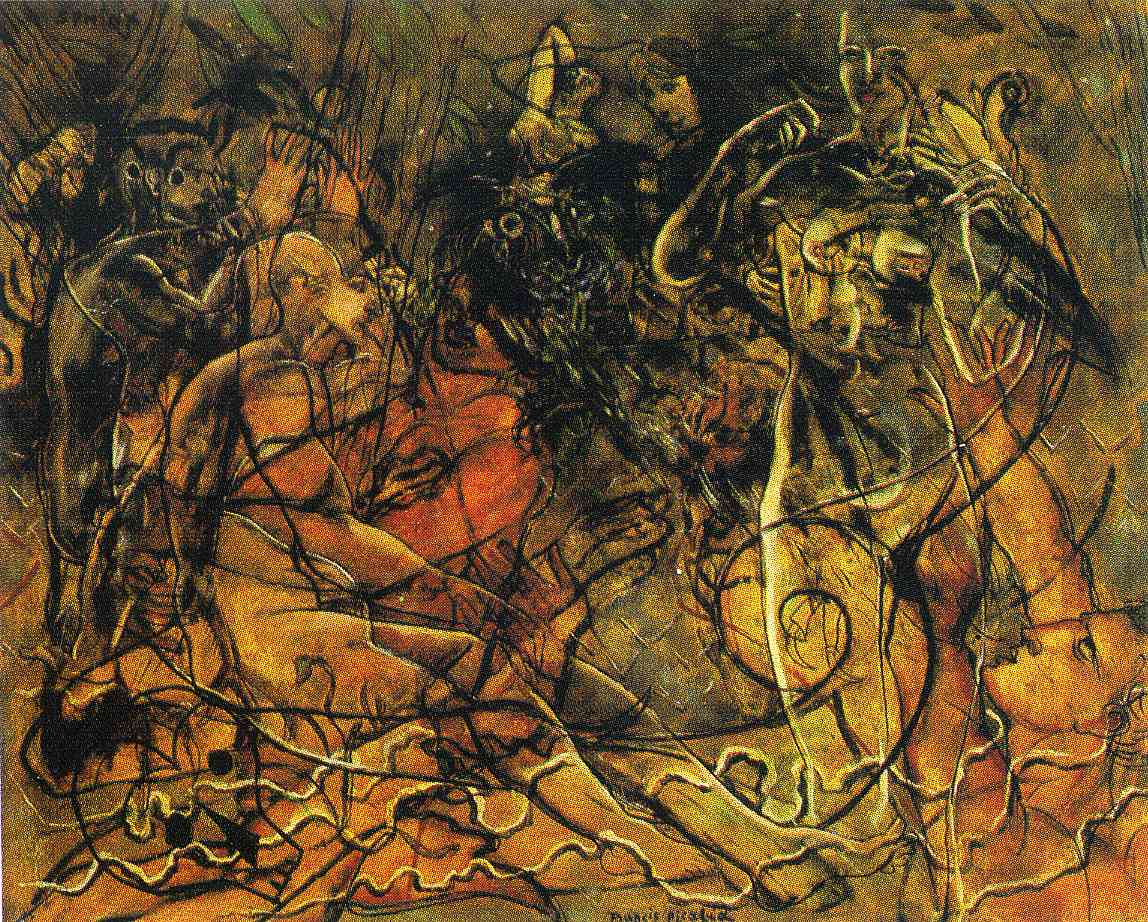
「Transparence」1929

大のカーマニアであり、生涯に自動車を127台も買い換えた逸話が残っている。

## 日本における主要な展覧会
- ピカビア展・百の顔をもつダダイスト（西武美術館、1984年）
- 疾走するダダイスト・ピカビア展（伊勢丹美術館・いわき市立美術館・近鉄アート館、1999年-2000年） 
  - （注）展覧会カタログには、雑誌『391』の復刻版が付録でついている。

## 作品

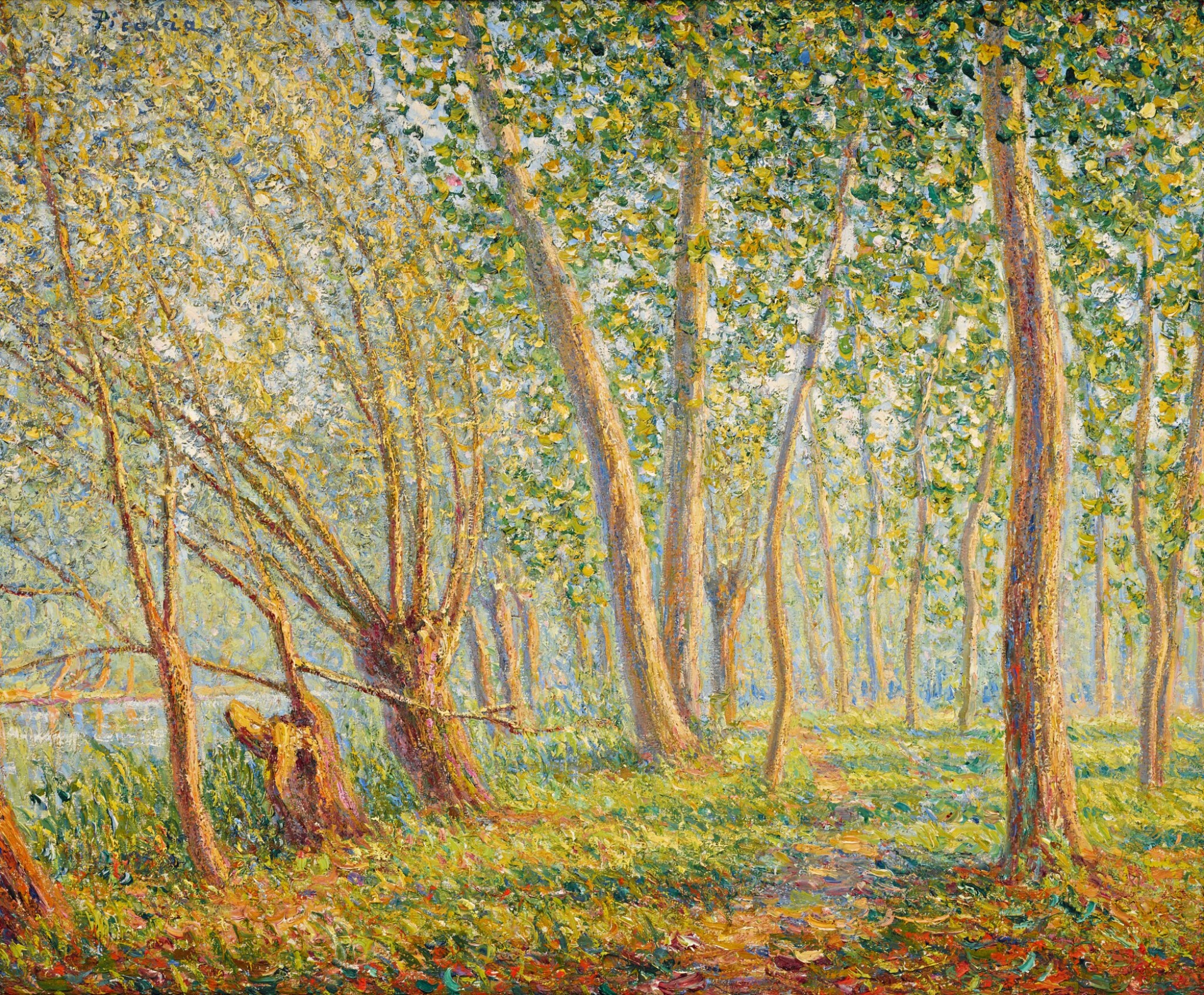
モレの古い柳の木 (c.1905)
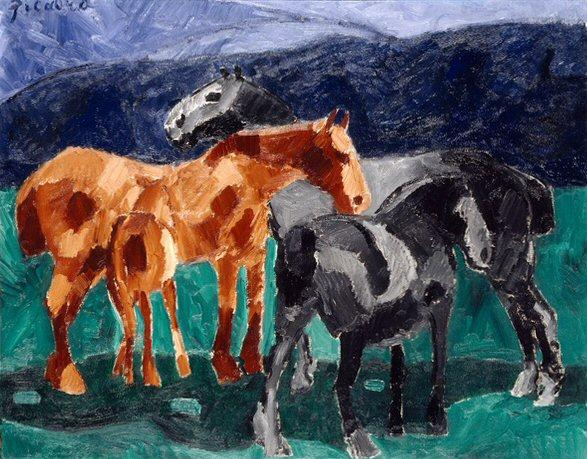
「馬」(1911) 国立近代美術館 (フランス)
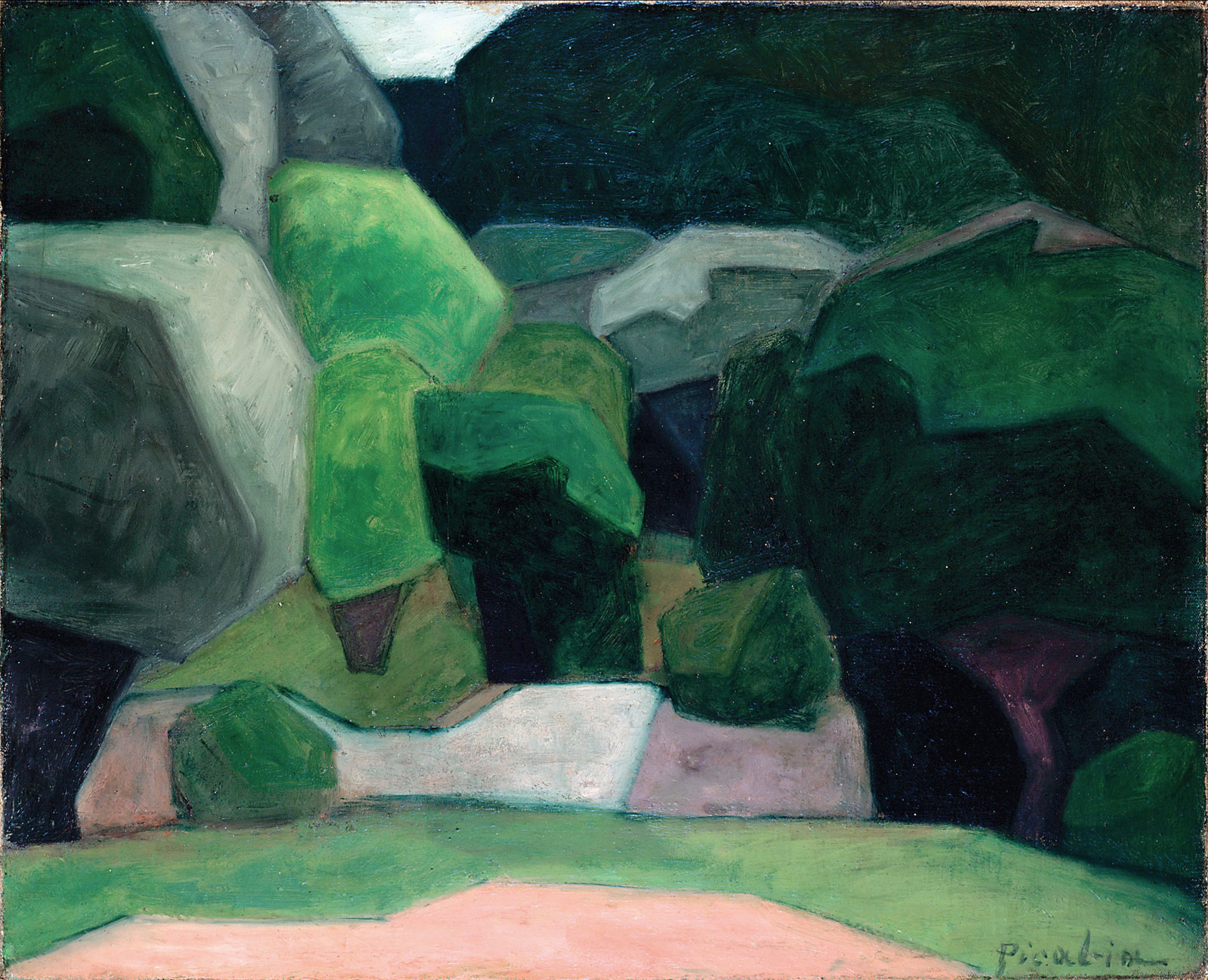
「カシスの風景」(1911/1912) 個人蔵
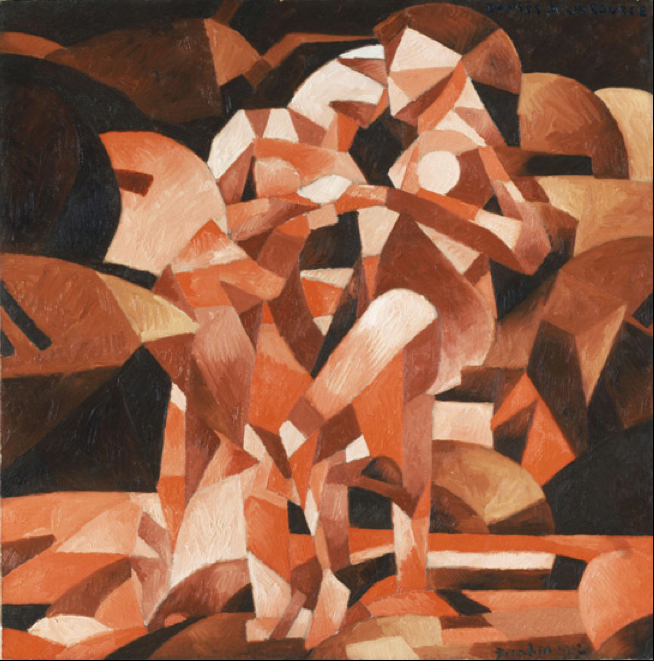
「春のダンス」(1912) フィラデルフィア美術館
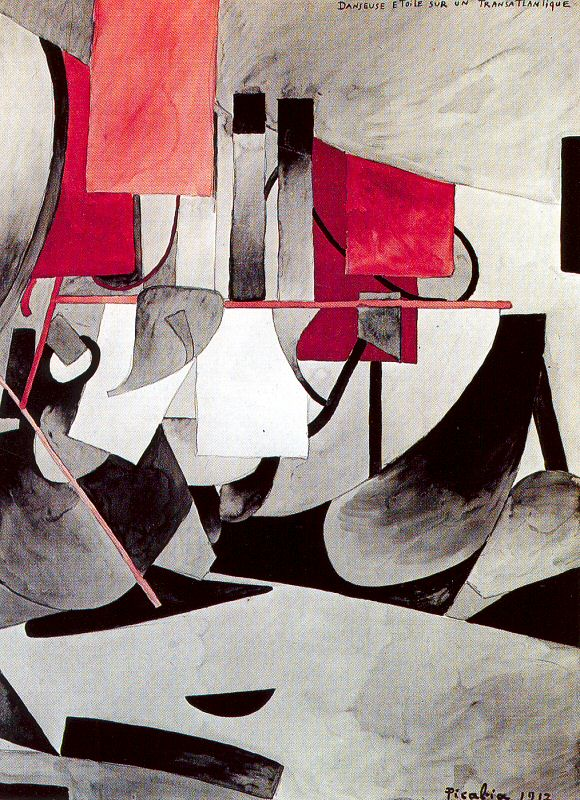
「大西洋横断汽船に乗るスターダンサー」(1913)  個人蔵
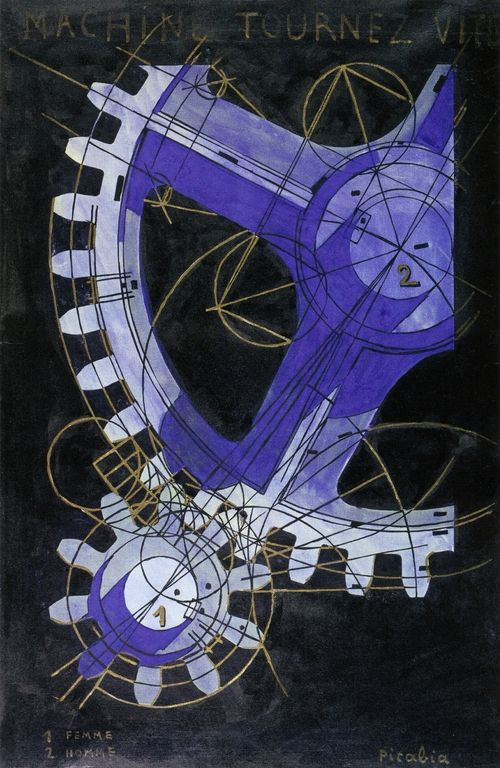
機械は速く動く (1916/1918) ナショナル・ギャラリー (ワシントン)
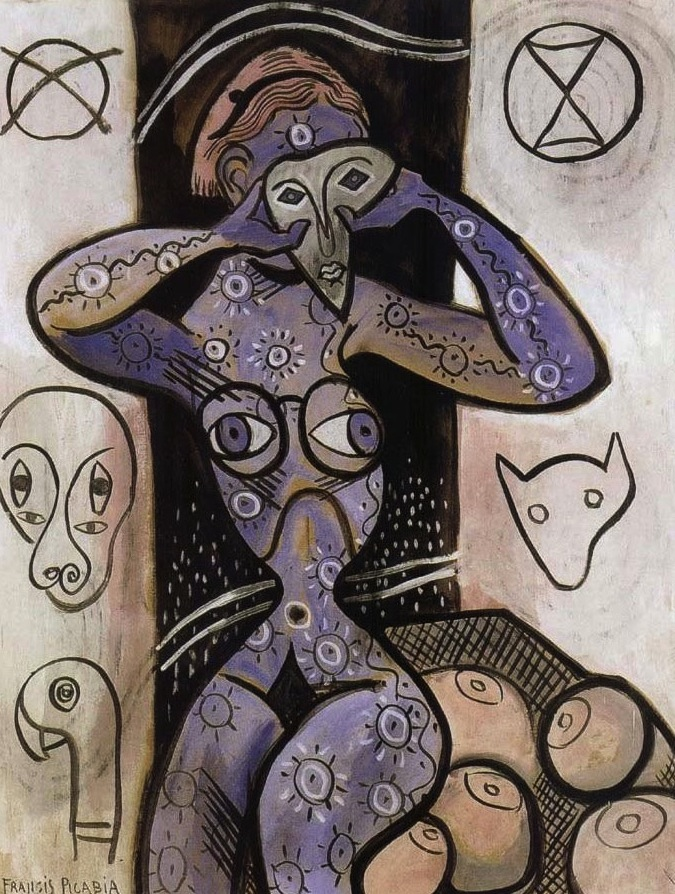
" Les seins" (1927)
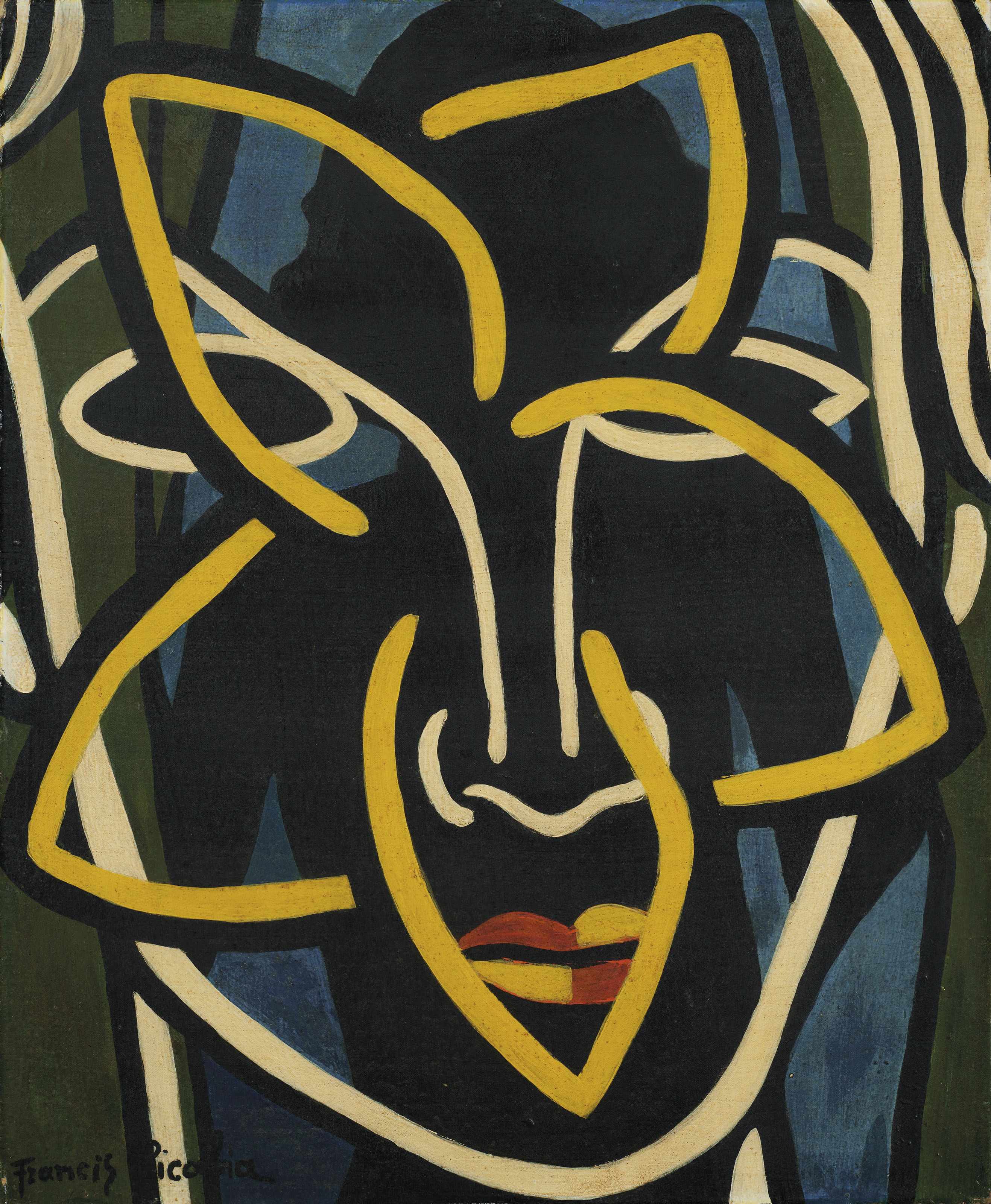
無題 (c.1938)
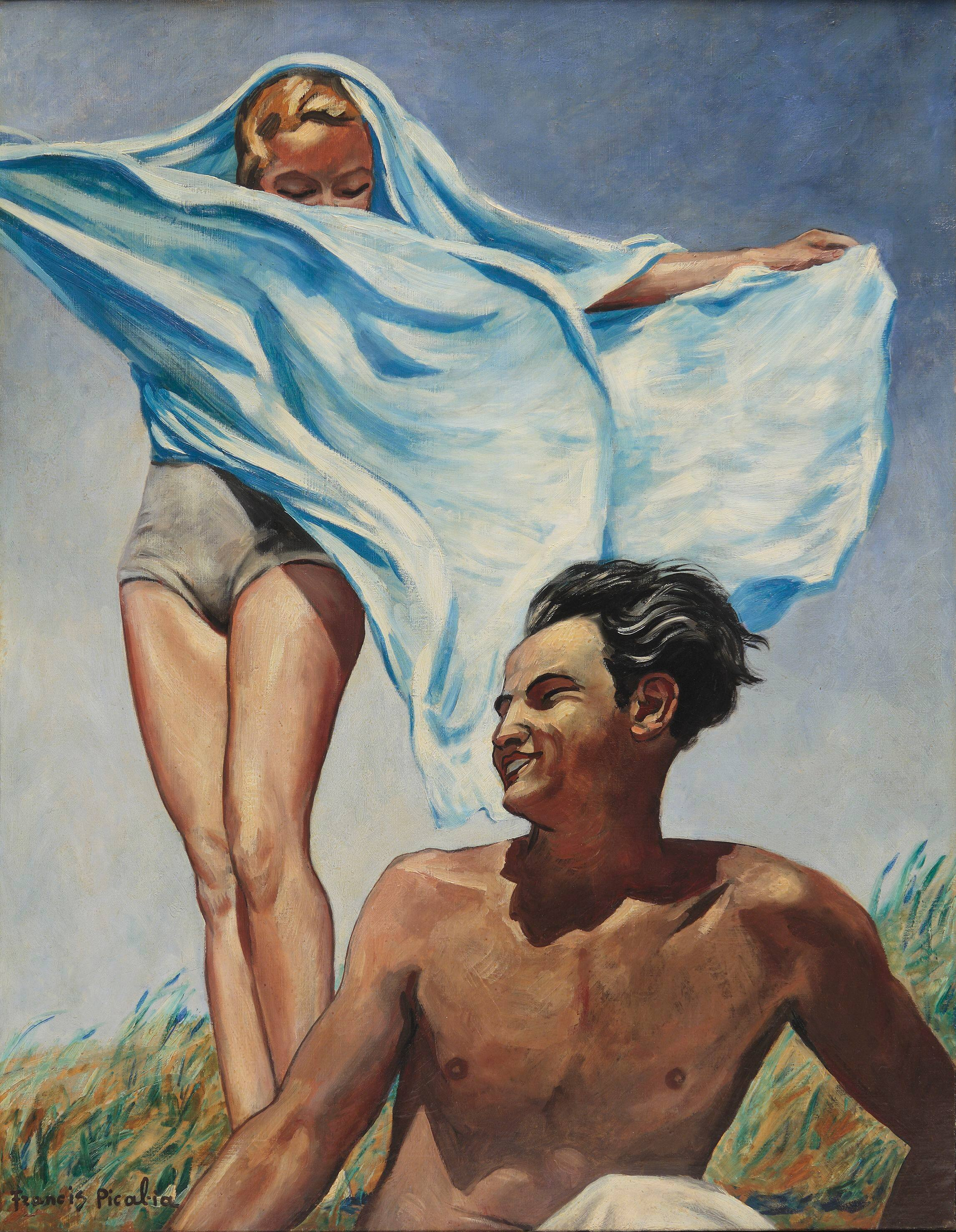
"Printemps"(1942/1943)
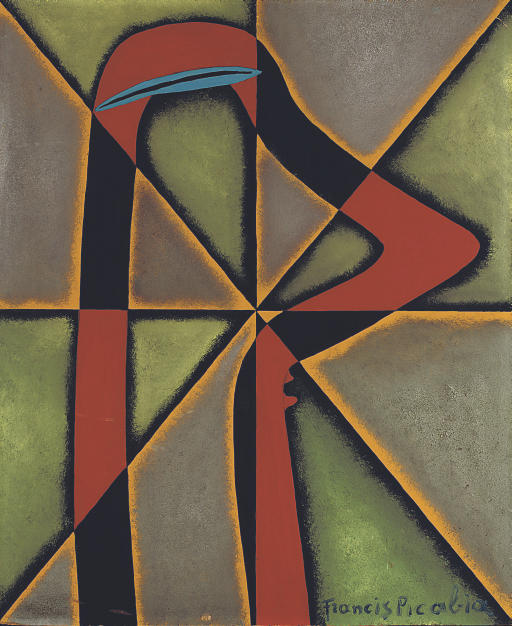
"La peinture du meilleur avenir" (1945)

## 日本語の主要文献
- 上記各展覧会の展覧会カタログ
- ユリイカ1989年9月号・<特集>ピカビア--生成変化するダダイスト